# Georg John

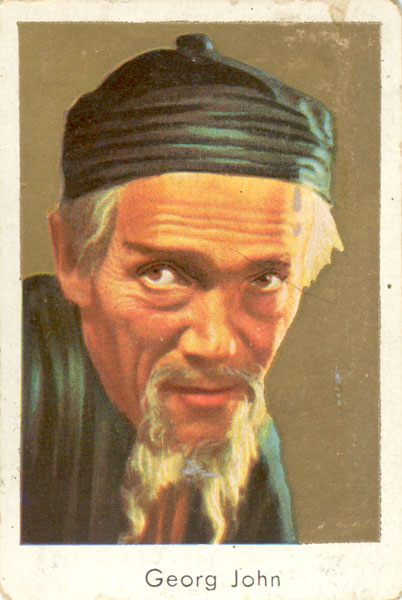

Georg John, gebürtig Georg Jacobsohn (* 23. Juli 1879 in Schmiegel bei Posen; † 18. November 1941 im Ghetto Litzmannstadt), war ein deutscher Schauspieler.

## Leben
John begann seine Theaterlaufbahn um 1900 an Wander- und Schmierenbühnen. 1904 wurde er Schauspieler und Regisseur in Wilhelmshaven, ab 1905 folgten Engagements in Stolp, Altona, Mülheim an der Ruhr, Bochum und Göttingen. 1914 erhielt er eine Verpflichtung als Schauspieler und Regisseur an den Vaterländischen Schauspielen in Wien.
Seit 1917 war er ein häufig besetzter Stummfilmschauspieler. Bereits seine ersten Einsätze in Die Fremde als zickenbärtiger tibetanischer Mönch und als Tod in Hilde Warren und der Tod waren charakteristisch für sein weiteres Auftreten, auch wenn er besonders anfangs öfter in Rollen von Vätern, Ehemännern und Honoratioren zu sehen war.
Typisch für ihn wurden aber Darstellungen von skurrilen, gnomenhaften Figuren in mehreren Klassikern des deutschen Stummfilms. In Fritz Langs Der müde Tod (1921) verkörperte er einen Bettler, in Die Nibelungen (1922/24) war er mit gleich drei Rollen, von denen vor allem der Zwergenkönig Alberich am prägnantesten war, vertreten, in M (1931) spielte er den blinden Luftballonverkäufer, der den Mörder aufgrund eines gepfiffenen Liedes wiedererkennt. Auch Friedrich Wilhelm Murnau setzte ihn wiederholt ein, unter anderem als den mitfühlenden Nachtwächter in Der letzte Mann (1924).
Von den Nationalsozialisten als sog. „Volljude“ klassifiziert, wurde Georg Jacobsohn/John nach deren Machtübernahme 1933 augenblicklich vom deutschen Kulturbetrieb ausgeschlossen und erhielt seit dem Frühjahr 1933 auch keine Filmrollen mehr angeboten. Er schloss sich daraufhin unter seinem Geburtsnamen – Juden war unterdessen die Weiterbenutzung von Künstlernamen verboten worden – dem Kulturbund Deutscher Juden an und nahm an deren Aufführungen bis zur Auflösung dieser jüdischen Einrichtung am 11. September 1941 (letzter Auftritt in Franz Molnars Spiel im Schloß) teil. Gelegentlich, wie 1937 bei dem Hirschfeld-Franzos-Stück Der Pojaz, führte er auch Regie. Im Anschluss an die Schließung des Jüdischen Kulturbundes, am 29. Oktober 1941, deportierten ihn deutsche Stellen in das Ghetto Litzmannstadt, wo John, gesundheitlich angeschlagen, bald darauf unter ungeklärten Umständen verstarb.

## Filmografie
- 1916: Ramara
- 1917: Die Fremde
- 1917: Die getupfte Krawatte
- 1917: Hilde Warren und der Tod
- 1917: Das Buch des Lasters
- 1918: Mr. Wu
- 1918: Wogen des Schicksals
- 1918: Peer Gynt
- 1919: Harakiri
- 1919: Veritas vincit
- 1919: Unheimliche Geschichten
- 1919: Der Knabe in Blau
- 1919: Der Weg der Grete Lessen
- 1919/20: Die Spinnen (2 Teile)
- 1920: Der Menschheit Anwalt
- 1920: Napoleon und die kleine Wäscherin
- 1920: Die Legende von der heiligen Simplicia
- 1920: Die entfesselte Menschheit
- 1920: Johann Baptiste Lingg
- 1920: Der König von Paris (2 Teile)
- 1921: Das indische Grabmal (2 Teile)
- 1921: Lady Hamilton
- 1921: Der müde Tod
- 1921: Das Geheimnis der Santa Maria
- 1921: Tobias Buntschuh
- 1921: Der Silberkönig (4 Teile)
- 1922: Dr. Mabuse, der Spieler (2 Teile)
- 1922: Marie Antoinette
- 1922: Sie und die Drei
- 1922: Der brennende Acker
- 1922: Die Beute der Erinnyen
- 1922: Der Abenteurer
- 1922: Der falsche Dimitry
- 1922/24: Die Nibelungen (2 Teile)
- 1923: Der verlorene Schuh
- 1923: Der steinerne Reiter
- 1923: Die Prinzessin Suwarin
- 1923: Die Frau mit den Millionen
- 1924: Guillotine
- 1924: Der letzte Mann
- 1924: Das Wachsfigurenkabinett
- 1924: Dekameron-Nächte
- 1924: Mein Leopold
- 1925: Varieté
- 1925: Blitzzug der Liebe
- 1925: Die Verrufenen
- 1925: Bismarck, 1. Teil
- 1925: Der Herr ohne Wohnung
- 1925: Hanseaten
- 1925: Pietro, der Korsar
- 1925: Abenteuer im Nachtexpreß
- 1926: Die Gesunkenen
- 1926: Die Flucht in die Nacht
- 1926: Die Mühle von Sanssouci
- 1926: Metropolis
- 1926: Das graue Haus
- 1926: Des Königs Befehl
- 1926: Achtung Harry! Augen auf!
- 1926: Der Herr des Todes
- 1927: Gehetzte Frauen
- 1927: Die Frauengasse von Algier
- 1927: Erinnerungen einer Nonne
- 1927: Frühere Verhältnisse
- 1927: Am Rande der Welt
- 1927: Der Mann ohne Kopf
- 1927: Petronella
- 1927: Der Fluch der Vererbung
- 1927: Die Weber
- 1927: Luther – Ein Film der deutschen Reformation
- 1927: Alraune
- 1928: Anastasia, die falsche Zarentochter
- 1928: Wolga-Wolga
- 1928: Spione
- 1928: Panik
- 1928: Der Staatsanwalt klagt an
- 1928: Mann gegen Mann
- 1929: Männer ohne Beruf
- 1929: Somnambul
- 1929: Atlantik
- 1929: Die Mitternachts-Taxe
- 1929: Andreas Hofer
- 1930: Fundvogel
- 1930: Das Flötenkonzert von Sans-souci
- 1930: Das Land des Lächelns
- 1930: Lumpenball
- 1931: M
- 1931: Stürmisch die Nacht
- 1931: Danton
- 1932: Das erste Recht des Kindes
- 1932: F.P.1 antwortet nicht
- 1932: Tod über Shanghai
- 1933: Die Blume von Hawaii
- 1933: Das Testament des Dr. Mabuse
- 1933: Sprung in den Abgrund